# White Ward
White Ward — український блек-метал гурт з Одеси, утворений у 2012 році. Наразі до складу гурту входять гітарист-засновник Юрій Казарян, барабанщик Євген Карамушко, саксофоніст Діма Дудко та гітарист Микола Превір.
Гурт відомий поєднанням пост-блек-металу з елементами темного джазу.

## Історія
Гурт був створений гітаристом Юрієм Казаряном у 2012 році. Він набрав кількох учасників, які грали з ним, але вони покинули гурт після нетривалого перебування в ньому. Басист Андрій Печаткін приєднався до гурту у 2015 році. Казарян згадував, як важко було зібрати гурт, оскільки його учасники жили в різних містах України, а Печаткін їздив на репетиції потягом по 20 годин. Назва гурту походить від назви лікарняної палати в психіатричній лікарні, оскільки їхня музика була пов'язана з темами психічних захворювань.
Дебютний альбом гурту «Futility Report» записувався з 2014 по 2016 рік в Одесі, Херсоні та Черкасах. У ньому взяли участь Андрій Родін на вокалі, Казарян та Ігор Паламарчук на гітарах, Печаткін на бас-гітарі, Юрій Кононов на барабанах та Олексій Іскімжі на саксофоні. Реліз відбувся 12 травня 2017 року.
Після виходу дебютної платівки склад гурту зазнав значних змін. Казарян і Печаткін були єдиними учасниками, які залишилися в гурті, причому Печаткін також взяв на себе роль вокаліста після відходу Родена. Євген Карамушко став барабанщиком гурту, Сергій Даренко — другим гітаристом, а Дмитро Дудко — саксофоністом. Другий альбом гурту «Love Exchange Failure» вийшов 20 вересня 2019 року. На обкладинці альбому зображено нічний Токіо, і Юрій Казарян сказав, що альбом «повністю присвячений реальним соціальним і психологічним жахам, які мають місце в сучасному мегаполісі», на відміну від окультних і лавкрафтівських тем їхнього дебютника. Loudwire назвав «Poisonous Flowers of Violence» однією з 10 найбільш запам'ятовуваних пісень у жанрі блек-метал. У жовтні 2019 року гурт відправився в турне по Європі з метою популяризації альбому.
Для третього альбому Микола Превір став новим другим гітаристом гурту. Альбом «False Light» вийшов 17 червня 2022 року, через чотири місяці після російського вторгнення в Україну. За словами Юрія Казаряна, хоча альбом не торкається безпосередньо нинішньої війни, «він охоплює багато проблем, пов'язаних із сучасною українською історією, а також деякі глибокі внутрішні думки та переживання… Таким чином, він пов'язаний із сучасною українською культурою, яка народжується з вогню та руйнувань, що охоплюють нашу Батьківщину».
У 2023 році саксофоніст гурту Дмитро Дудко долучився до захисту України від російського вторгнення у складі ЗСУ.
Тур White Ward 2023 року, який включав виступ на популярному голландському фестивалі важкої музики Roadburn, був скасований через те, що український уряд відмовив гурту в дозволі на виїзд з країни у воєнний час.
Улітку 2024 року Андрій Печаткін завершив свою діяльність у гурті White Ward, у якому з 2015 року виконував роль бас-гітариста, а з 2018 року був головним вокалістом. За цей час він зробив значний внесок у розвиток гурту, зокрема працював над текстами та брав участь у записі кількох знакових альбомів та EP, таких як False Light.
За словами Юрія Казаряна та Андрія Печаткіна, вихід останнього зі складу гурту був закономірним, "важким, але необхідним рішенням". Сторони розстались без жодних конфліктів зберігаючи добрі стосунки.
У 2024 році на фестивалі "Файне місто" гурт виступав в зміненому складі з запрошеними учасниками - бас-гітаристом Олександром з одеського гурту Mortui Vultus та Олександром Бретманом (Guerilla Noir), що взяв на себе обов'язки вокаліста.
Натомість Андрій Печаткін після виходу з гурту зосередився на роботі в проектах Waidelotte, Floscule, а також сольному проєкті, зокрема експериментальному мініальбомі Чорна рілля у жанрах хіп-хопу, індастріалу та фольку.

## Склад гурту

### Поточні учасники
Юрій Казарян – гітара (2012–дотепер)
Євген Карамушко – ударні (2017–дотепер)
Діма Дудко – саксофон (2019–дотепер)
Микола Превір – гітара (2019–дотепер)

### Колишні учасники
Valter – вокал (2012)
Sightless Clown – ударні (2012)
Олександр Смірнов – гітара (2012–2013)
Олексій Сідоренко – вокал (2012–2014)
Володимир Бауер – бас-гітара (2012–2015)
Юрій Кононов – ударні (2012–2017)
Андрій Родін – вокал (2015–2017)
Ігор Паламарчук – гітара (2015–2017)
Олексій Іскімжі – саксофон (2016–2017)
Сергій Дарієнко – гітара (2017–2019)
Андрій Печаткін – бас-гітара (2015–2024), головний вокал (2018–2024)

## Дискографія

### Альбоми
- Futility Report (2017)
- Love Exchange Failure (2019)
- False Light (2022)

### EP
- Illusions (2012)
- Riptide (2014)
- Debemur Morti (2021)

### Демо
- I (2012)
- When Gift Becomes Damnation / Inhale My Despair (2014)

### Збірники
- Origins (2016)

### Сингли
- Walls MMXV (2015)[ком. 1]

### Спліт
- Silence of the Old Man / White Ward / Sauroctonos (2014)